# European Crystallographic Association
Die European Crystallographic Association (ECA) ist eine unabhängige wissenschaftliche Organisation, die als Dachverband nationale kristallographische Gesellschaften in Europa und Afrika repräsentiert und darüber hinaus auch persönliche Mitglieder aufnimmt. Sie wurde 1997 gegründet. Zurzeit hat die Assoziation 36 nationale und mehrere hundert persönliche Mitglieder. Die ECA ist eine der regionalen Gliederungen der International Union of Crystallography (die anderen, gleichfalls rechtlich selbständigen und unabhängigen Gliederungen sind die American Crystallographic Association, die Asian Crystallographic Association und die Latin American Crystallographic Association). Sitz ist Zeist.
Der Zweck der ECA besteht darin, die Weiterentwicklung der Kristallographie in all ihren Ausrichtungen zu fördern, inklusive des verwandten Gebiets der nicht-kristallinen festen Zustände, und die europäische Kooperation auf dem Gebiet der Kristallographie auszubauen. Diese Zwecke werden durch die Unterstützung kristallographischer Tagungen, Arbeitstreffen und Schulen in Europa und Nordafrika verwirklicht.

## Geschichte
Die ECA wurde während des 17. European Crystallographic Meeting (ECM) in Lissabon im Jahr 1997 gegründet und ist die Nachfolgerin des European Crystallographic Committee (ECC), das 1972 entstand und die frühen ECMs organisierte. Die frühe Geschichte der ECA bis zur 20. ECM in Krakau (2001) kann hier nachgelesen werden. Die aktuelle Zusammenfassung wurde während der ECM in Warwick/England 2013 vorgestellt.

## Organisation
Die Organe sind der Rat (Council) und das Exekutivkomitee. Der Rat legt die Richtlinien für die Tätigkeit der ECA fest. Jede nationale Gesellschaft entsendet ein Ratsmitglied. Persönliche Mitglieder wählen entsprechend ihrer Anzahl für jeweils 100 Mitglieder ein weiteres Ratsmitglied.
Das Exekutivkomitee ist für die Arbeit der ECA zwischen den Ratstreffen verantwortlich.
In Arbeitskreisen für Spezialgebiete (Special interest groups/SIGs) und in weitergefasste Interessengruppen (general interest Groups/GIGs) finden Wissenschaftler mit gemeinsamen Interessen zusammen. Die SIGs und GIGs tragen zum wissenschaftlichen Programm der European Crystallographic Meetings bei.

## Preise
Die ECA verleiht den Max-Perutz-Preis in Anerkennung besonderer Verdienste auf einem Gebiet der Kristallographie. Gemeinsam mit der European Neutron Scattering Association (ENSA) verleiht sie den Erwin-Félix Lewy-Bertaut-Preis. Der Alajos-Kálmán-Preis wird gemeinsam mit der Ungarischen Chemischen Gesellschaft an einen einzelnen Forscher für herausragende wissenschaftliche Beiträge auf dem Gebiet der Strukturwissenschaften in den letzten fünf bis zehn Jahren verliehen. Der Lodovico-Riva-di-Sanseverino-Preis wird an Wissenschaftler verliehen, die bemerkenswerte Beiträge zur Verbreitung der Kristallographie im Bildungsbereich auf allen Ebenen geleistet haben. Seit 2024 verleiht die ECA den George M. Sheldrick-Preis an nicht festangestellte Wissenschaftler.